# 1601 na literatura
Principais eventos, fatos e acontecimentos na literatura em 1601.

## Eventos
- Tirso de Molina entra para o monastério de San Antolín em Guadalajara, na Espanha[1]

## Publicações
- Bento Teixeira - Prosopopéia[2]
- Ben Jonson - Cynthia's Revels[3]

## Nascimentos
- 8 de Janeiro - Baltasar Gracián y Morales, prosador, teólogo e filósofo (m. 1658)[4]